# Bernhard Englbrecht

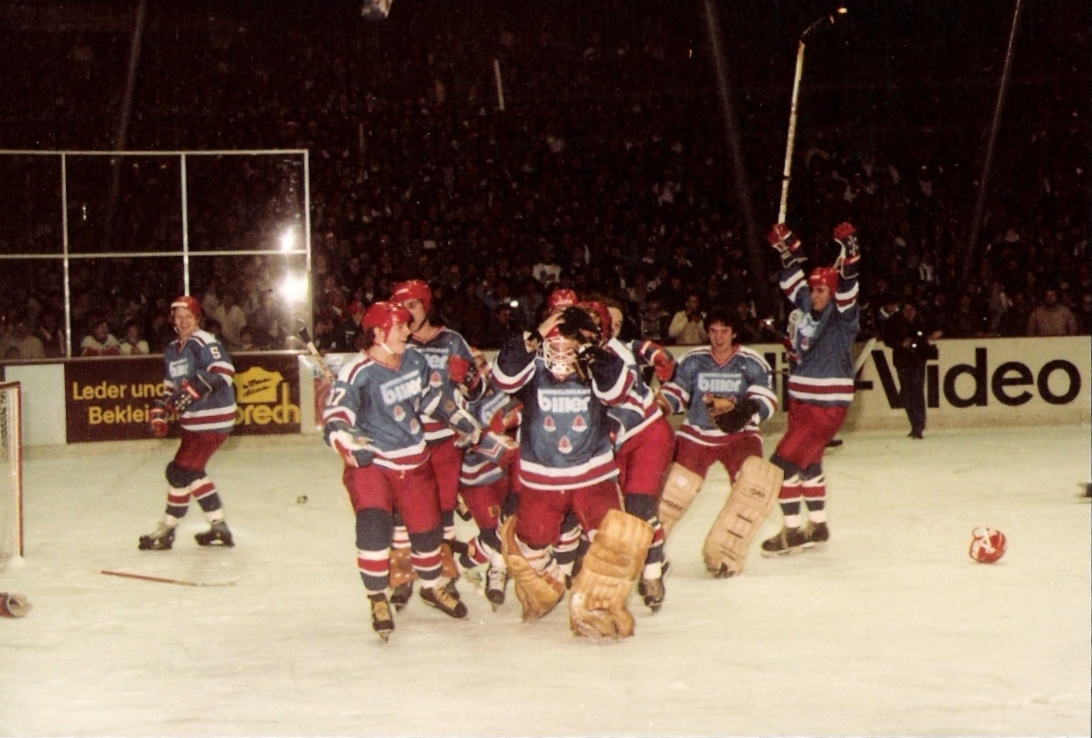
Nach dem Gewinn der Meisterschaft in Mannheim 1983

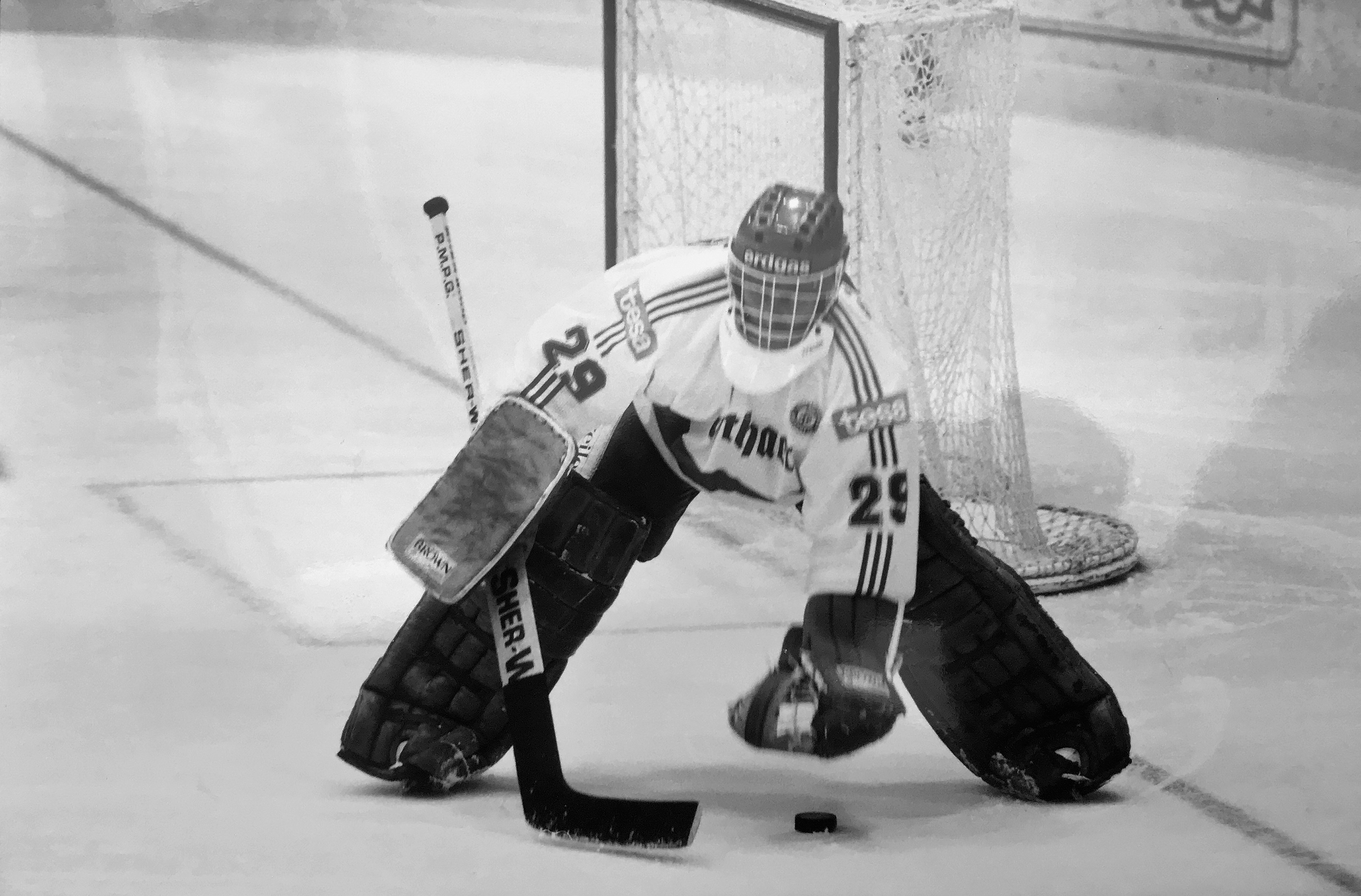
Bernie Englbrecht 1988/89 (Heimspiel gegen DEG)

Bernhard „Bernie“ Englbrecht (* 16. Februar 1958 in Landshut) ist ein deutscher Eishockeytrainer, der in seiner Spielerkarriere Torwart war.

## Spielerkarriere
Englbrecht begann seine Profikarriere 1975 beim EV Landshut, nachdem er dort die Jugendteams durchschritten hatte. Er wurde beim NHL Amateur Draft 1978 in Runde 12 an insgesamt 196. Stelle von den Atlanta Flames ausgewählt und war der erste in Deutschland geborene und trainierte Spieler der von einem NHL-Team gedraftet wurde.
1983 wurde er mit dem EV Landshut Deutscher Meister. Im selben Jahr absolvierte er ein Probetraining beim NHL-Team Calgary Flames.
Englbrecht hütete 83-mal das Tor der deutschen Nationalmannschaft, u. a. bei drei A-Weltmeisterschaften und zwei Olympischen Spielen. Für Landshut absolvierte er insgesamt 646 Spiele zwischen 1975 und 1993. In der Saison 1986/87 spielte er für den SC Riessersee. Weitere Stationen seiner Karriere: Essen, die Nürnberg Ice Tigers und Erding, wo er 2000 seine aktive Laufbahn beendete.

### Erfolge
- Deutscher Meister mit dem EV Landshut 1983
- Deutscher Vizemeister mit dem EV Landshut 1984

#### Als Trainer
- 2002 Deutscher Oberligameister mit dem EV Landshut
- 2002 Aufstieg in die 2. Bundesliga mit dem EV Landshut
- 2023 Bayerischer Landesligameister mit dem EV Dingolfing
- 2023 Aufstieg in die Bayernliga mit dem EV Dingolfing

## Trainerkarriere
| Saison  | Verein             | Liga   | Spiele |
| 2001/02 | EV Landshut        | OL     | 52     |
| 2002/03 | EV Landshut        | 2. Bun | 56     |
| 2003/04 | Landshut Cannibals | 2. Bun | 48     |
| 2004/05 | Landshut Cannibals | 2. Bun | —      |
| 2005/06 | Kassel Huskies     | DEL    | —      |
| 2006/07 | Hannover Scorpions | DEL    | —      |
| 2007/08 | EHC München        | 2. Bun | 9      |
| 2008/09 | Deggendorf Fire    | OL     | 22     |
| 2015/16 | EV Landshut        | OL     |        |
| 2016/17 | EV Landshut        | OL     |        |
| 2018/19 | EV Moosburg        | BLL    | 34     |
| 2019/20 | EV Moosburg        | BLL    | 34     |
| 2020/21 | EV Moosburg        | BLL    | 3      |
| 2021/22 | EV Moosburg        | BLL    | 26     |
| 2022/23 | EV Dingolfing      | BLL    | 26     |

Nach dem Ende seiner aktiven Spielerkarriere wurde er Nachwuchskoordinator beim EV Landshut. Ab Februar 2001 übernahm er die 1. Mannschaft des EVL als Cheftrainer, mit der er in der Saison 2001/02 die Meisterschaft der Oberliga gewann und den Aufstieg in die 2. Bundesliga schaffte. Nach der Saison 2004/05 wurde der Kontrakt wegen „Abnützungserscheinungen“ nicht mehr verlängert. Sein Nachfolger wurde Daniel Naud. Außerdem betreute er bis zum 22. Mai 2005 die deutsche Eishockeynationalmannschaft zusammen mit Ernst Höfner als Co-Trainer.
In der Saison 2005/06 war er bis zum 10. Januar 2006 Trainer der Kassel Huskies in der DEL. Sein Nachfolger wurde Stéphane Richer. Zur Saison 2006/07 wurde er Co-Trainer von Hans Zach bei den Hannover Scorpions.
In der Saison 2007/2008 versuchte er sich als Trainer des Zweitligisten EHC München, wurde aber aufgrund seines „vereinsschädigenden Verhaltens“ bereits nach neun Spieltagen am 9. Oktober 2007 entlassen. Er hatte in einem Zeitungsinterview Spieler und Vereinsspitze kritisiert.
Am 20. Mai 2008 wurde er auf einer Pressekonferenz als neuer Trainer von Deggendorf Fire für die Oberliga-Saison 2008/2009 vorgestellt. Bereits nach 22 Spieltagen trennte man sich am 27. November im beiderseitigen Einvernehmen.
Zu Beginn der Saison 2010/11 übernahm Englbrecht das Amt des Torwarttrainers bei der DEL-Mannschaft Straubing Tigers, ab 31. Januar 2011 das des zweiten Assistenztrainers. Bis zum Ende der Saison 2014/15 war er Co-Trainer des Erstligisten, er arbeitete in dieser Zeit mit den Trainern Dan Ratushny, Rob Wilson und Larry Mitchell zusammen und betreute zeitweise die Mannschaft als Interimstrainer.
Zwischen Dezember 2015 und Januar 2017 betreute er erneut den EV Landshut als Cheftrainer.

## Familiäres
Sein Sohn Maximilian Englbrecht (* 1990) ist ebenfalls Eishockey-Torwart.